# Баттуда
Баттуда (итал. Battuda) — коммуна в Италии, располагается в регионе Ломбардия, в провинции Павия.
Население составляет 399 человек (2008 г.), плотность населения составляет 66 чел./км². Занимает площадь 6 км². Почтовый индекс — 27020. Телефонный код — 0382.

## Демография
Динамика населения:

## Администрация коммуны
- Официальный сайт: http://www.comune.battuda.pv.it/